# アピヂャ
Apidya（アビヂャ）とは1992年にドイツのカイコ社が開発し、Play byte(現Ubisoft傘下のBlue Byte)からリリースされたAmiga用のコンピュータゲームである。
グラディウスタイプの横スクロールシューティングゲームである。

## 概要
デザインはPeter Thierolf、グラフィックはFrank Matzke、音楽はクリス・ヒュルスベックが担当。ファクター5でAmiga版『R-TYPE』などを手掛けた3人が独立して設立したカイコ社の2作目の作品で、この3人で後に『メガタリカン』や『スーパータリカン』なども制作する。Chris Huelsbeckは『ギアナシスターズ』の作曲者としても有名。
タイトルはミツバチ科を意味する「Apidae」を日本語読みした「アピジャ」のローマ字表記（apidya）に由来するが、オープニング画面における本作の日本語表記は「アビヂャ」である。オープニング画面には日本語で「アビヂャII」とあり、あたかも「アビヂャ」と言う日本産シューティングの2作目をドイツ語化した作品のような感じにしているが、これは単に『Nemesis II』や『R-TYPE II』などの日本産のシューティングゲームにあやかった、製作者のジョークである。
ゲームシステムは「グラディウス」に大きな影響を受けており、Apidyaの製作者がかつてAmiga版の移植に関わった「R-TYPE」によく似たステージも登場する。また製作者は日本産アニメの大ファンでもあったため、『メガタリカン』などと同様にアニメ絵のオープニングデモとエンディングデモが表示される。

## ストーリー
邪悪な支配者・ヘクサーエの魔術によって、イクローの妻・ユリが毒に侵されてしまった。イクローは蜂に変化し、ユリの解毒剤を得るためにヘクサーエに立ち向かう。

## ゲームプレイ
牧草地、池、下水道、バイオ面、ボスラッシュ、の全5面構成。自機はハチの姿をしているが、4面は冒頭でトランスフォーメーションしてバイオとメカが融合した姿になる。
戻り復活を採用しているが、初心者救済の為に序盤の3ステージはボス戦の時だけはその場復活ができる。ステージのいくつかの場所に隠しステージへの入り口がある。難易度イージーだとラス面とエンディングデモを飛ばしてそのままエンドクレジットに入る。
パワーアップはいわゆる「グラディウス方式」を採用。ショットは溜め撃ちができる。「コンパニオン（いわゆる「オプション」）」は5つまで装備でき、フォーメーションを組んで火力増強と同時にバリアの役目を果たす。2人プレイは「交代プレイ」の他に「協力プレイ」があり、その場合は2P側でコンパニオンを操作できる。
武器は溜め撃ち（R-TYPEの波動砲とほぼ同じ威力）の他に、最後までパワーアップすると2対のサインカーブを描いて前方に飛ぶ対空レーザーが強力（いわゆるR-typeの「赤」だが、グラディウス準拠のパワーアップ方式を採用しているので最初は弱い）。

## 評価
『R-TYPE I・II』と『グラディウス1・2』に強い影響を受けていながら、これらのアーケードシューティングを上手に家庭用シューティングとして落とし込んでおり、「Amigaにおけるシューティングのお手本」として高い評価を受けた。Amiga Power誌は89点、Amiga Format誌は90点をつけている。

## 参照
1. ↑  Huelsbeck, Chris (6 July 2000). "Interview". Kaiko History (Interview). Interviewed by T.R. Schmidt. 2014年12月24日閲覧。
2. ↑  Ramshaw, Mark. “none”. Amiga Power (Future Publishing) (13):  64–65.
3. ↑  Leach, James. “none”. Amiga Format (Future Publishing) (35):  83.